# Кізетамак
Кізетама́к (рос. Кизетамак) — присілок (у минулому селище) у складі Кігинського району Башкортостану, Росія. Входить до складу Верхньокігинської сільської ради.
Населення — 122 особи (2010; 114 в 2002).
Національний склад:
- башкири — 47 %
- татари — 46 %